# 大分工業高等専門学校
大分工業高等専門学校（おおいたこうぎょうこうとうせんもんがっこう、英称:National Institute of Technology, Oita College）は、大分県大分市にある日本の国立高等専門学校。1963年に設置された。略称は大分高専。

## 学校概要

### 沿革
- 1963年4月1日 - 大分工業高等専門学校（機械工学科2学級・電気工学科）を設置、初代校長に九州大学工学部教授工学博士・松尾春雄を任命
- 1963年4月1日 - 大分市鶴崎・県立鶴崎高等学校校舎の1棟を仮校舎とし、大分市長浜町・旧大分商業高等学校の一部を改修し、仮寄宿舎として開校
- 1964年3月25日 - 校舎（管理棟・教室）及び寄宿舎の第1期工事竣工
- 1964年4月10日 - 仮校舎から新校舎に移転
- 1964年4月12日 - 仮寄宿舎から新寮に2年生入寮
- 1965年3月17日 - 実験棟・合併講義室・工場及び寄宿舎の第2期工事竣工
- 1965年4月5日 - 機械工学科・電気工学科が新校舎（実験棟）に移転
- 1966年3月15日 - 実験棟・工場・体育館・寄宿舎（高学年用）等の第3期工事竣工
- 1966年4月1日 - 事務部に庶務課及び会計課の2課を新設
- 1966年10月15日 - 水泳プール（25m・7コース）の工事竣工
- 1966年11月8日 - 校舎竣工記念式典を体育館において挙行
- 1967年4月1日 - 土木工学科が増設
- 1967年12月18日 - 武道場の工事竣工
- 1968年3月25日 - 一般科目棟・土木工学科棟・水理実験棟・寄宿舎食堂厨房の工事竣工
- 1968年12月10日 - 寄宿舎第2洗濯場及び食品庫の工事竣工
- 1972年2月28日 - 図書館の工事竣工
- 1973年3月15日 - 機械実験棟の工事竣工
- 1973年4月1日 - 事務部に学生課を新設
- 1973年10月26日 - 創立10周年記念式典を体育館において挙行
- 1974年3月31日 - 合宿研修所の工事竣工
- 1974年4月1日 - 第2代校長に九州大学工学部教授工学博士・篠原謹爾を任命
- 1974年10月30日 - 低学年寮改造の工事竣工
- 1975年3月25日 - 電子計算機室の工事竣工
- 1976年3月31日 - 排水処理施設の工事竣工
- 1977年3月25日 - 寄宿舎浴場の増築工事竣工
- 1978年3月25日 - 植栽の工事完工
- 1980年3月15日 - 新機械実験棟の工事竣工
- 1980年4月3日 - 第3代校長に前九州大学工学部教授工学博士・平野冨士夫を任命
- 1981年3月25日 - 第2体育館の工事竣工
- 1982年5月31日 - 福利厚生施設の工事竣工
- 1983年1月20日 - 共同教育研究センターの工事竣工
- 1983年11月4日 - 創立20周年記念式典を第2体育館において挙行
- 1986年4月2日 - 第4代校長に前九州大学工学部教授工学博士・佐治泰次を任命
- 1989年4月1日 - 機械工学科（2学級）を機械工学科（1学級）及び制御情報工学科（1学級）に改組
- 1991年4月2日 - 第5校長に前九州大学工学部教授工学博士・松田勗を任命
- 1992年3月11日 - 制御情報実験棟の工事竣工
- 1993年4月1日 - 電子計算機室を情報処理教育センターに改称
- 1993年11月5日 - 創立30周年記念式典を第2体育館において挙行
- 1994年2月25日 - 第5寮の新設工事竣工
- 1996年4月2日 - 第6代校長に前九州大学大学院総合理工学研究科教授理学博士・神田幸則を任命
- 1997年4月1日 - 情報処理教育センターを総合情報センターに改称
- 1999年1月20日 - 創立35周年記念講演会挙行
- 1999年4月5日 - 女子寮の新設工事竣工
- 2000年3月27日 - 第1体育館の改修工事竣工
- 2001年3月21日 - 一般科目棟等の改修工事竣工
- 2001年4月1日 - 第7代校長に前九州大学大学院総合理工学研究科教授工学博士・沖憲典を任命
- 2001年4月1日 - 電気工学科（1学級）を電気電子工学科（1学級）に改組
- 2003年3月10日 - 総合研究棟の新設工事竣工
- 2003年3月10日 - 電気・機械実験棟の改修工事竣工
- 2003年4月1日 - 専攻科（機械・環境システム工学専攻及び電気電子情報工学専攻）設置
- 2003年10月30日 - 創立40周年・専攻科設置記念式典を第1体育館において挙行
- 2004年3月1日 - 土木実験棟・制御情報実験棟の改修工事竣工
- 2004年4月1日 - 土木工学科（1学級）を都市システム工学科（1学級）に名称変更
- 2005年3月4日 - 専攻科棟の新設工事竣工
- 2006年4月1日 - 第8代校長に前九州大学大学院工学研究院長工学博士・大城桂作を任命
- 2006年4月1日 - 総合教育研究センターを地域連携交流センターに改称
- 2007年4月1日 - 事務部を総務課及び学生課に改組
- 2008年2月20日 - 実習工場改修工事竣工（I期）〔鋳造工場・鍛造工場→創造工房，共同プロジェクトスペース〕
- 2008年3月18日 - 南側隣地境界法面整備工事竣工及び寄宿舎耐震改修工事竣工（3寮）
- 2008年9月26日 - 実習工場改修工事竣工（II期）〔機械工場→匠工房，CNC工房〕
- 2008年10月30日 - 寄宿舎耐震改修工事竣工（4寮）及び第2体育館耐震改修工事竣工
- 2009年3月30日 - 図書館改修工事竣工及び総合情報センター改修工事竣工
- 2010年4月1日 - 環境科学技術センター設置
- 2010年10月28日 - 実習工場改修工事竣工（III期）（流体熱機関工場→創造教育研究棟）
- 2011年3月10日 - 共同教育研究センター改修工事竣工
- 2011年3月30日 - 第2グラウンド防球ネット取設工事竣工
- 2012年4月2日 - 第9代校長に前九州大学大学院工学研究院副研究院長・古川明德を任命
- 2013年11月16日 - 創立50周年記念式典を、大分市複合文化交流施設「ホルトホール大分」にて挙行

### 歴代校長
- 初代 - 松尾春雄
- 2代目 - 篠原謹爾
- 3代目 - 平野冨士夫
- 4代目 - 佐治泰次
- 5代目 - 松田勗
- 6代目 - 神田幸則
- 7代目 - 沖憲典
- 8代目 - 大城桂作
- 9代目 - 古川明德
- 10代目 - 日野伸一
- 11代目 - 山口利幸
- 12代目 - 坪井泰士

### 目標

#### 教育理念
人間性に溢れ国際感覚を備えた、探求心、創造性、表現能力を有する技術者の育成

#### 学習・教育目標
大分高専では、教育理念を実現するための「システムデザイン工学プログラム」に基づき、次の目標を掲げている。
- 愛の精神：世界平和に貢献できる技術者に必要な、豊かな教養、自ら考える力、いつくしみの心を身につける
  - 自ら考える力を身につける
  - 技術者としての倫理を身につける
- 科学や工学の基礎：科学の粋を極める技術者に必要な数学、自然科学、情報技術、専門工学の基礎を身につける
  - 数学、自然科学の力を身につける
  - 情報技術、専門工学の基礎を身につける
- コミュニケーション能力：地域や国際舞台での活躍をめざして、多様な文化の理解とコミュニケーションできる力を身につける
  - 表現する力、ディスカッションする力を身につける
  - 英語を用いてコミュニケーションできる力を身につける
- 技術者としてのセンス：創造的技術者としてのセンスを磨き、探求心、分析力、イメージ力を身につける
  - 探求心、分析力、イメージ力、デザイン能力を身につける
  - 協力して問題を解決する力を身につける
- 専門工学の活用：専門工学の知識を習得してその相互関連性を理解し、これを活用する力を身につける
  - 専門工学の知識を獲得する
  - 工学の相互関連性を理解する・・・「つながり工学」
  - 専門分野における研究開発の体験を通して問題を発見し、解決する力を身につける

## 設置学科

### 本科（準学士課程）

#### 機械工学科
英語でDepartment of Mechanical Engineering。Mechanicalの頭文字から、通称M科。

#### 電気電子工学科
英語でDepartment of Electrical and Electronic Engineering。Electrical（またはElectronic）の頭文字から、通称E科。

#### 情報工学科
英語でDepartment of Information Engineering。旧称は制御情報工学科（Department of Computer and Control Engineering）。設置当初、本来なら、Computer（またはControl）の頭文字から、通称C科となるべきであるが、土木工学科（現在の都市・環境工学科）が先に設立されており、Cの文字は使えなかったため、Seigyoの頭文字から、通称S科とされている。2012年度より情報工学科に名称が変更されたが、通称は従来通りである。

#### 都市・環境工学科
英語でDepartment of Civil and Environment Engineering。Civilの頭文字から、通称C科。2004年度入学生より、土木工学科が都市システム工学科に名称を変更したが、2011年度より現在の名称に変更された。2008年度入学生以降より名称の変更の対象となる．

### 専攻科（学士課程）

#### 機械・環境システム工学専攻
英語でMechanical, Environmental System Engineering。本来なら、MechanicalとEnvironmentalの頭文字から、通称ME専攻となるはずなのだが、機械工学科と都市・環境工学科の両方の性質を併せ持つ専攻科という意味から、MC専攻と呼ばれている。

#### 電気電子情報工学専攻
英語でElectrical, Electronic Information Engineering、本来であれば、Electrical（もしくはElectronic）とInformationの頭文字から、通称EI専攻となるはずなのだが、電気電子工学科と情報工学科の性質を併せ持つ専攻科という意味から、ES専攻と呼ばれている。ここにもSeigyoの頭文字であるSが使われている。

## 施設・設備
総敷地面積は126,579m2、そのうち寄宿舎と職員宿舎が6,935m2を占める。学校施設及び学生寮はほぼすべての部屋に学内LANへの接続ポートが整備されている。ただし、学校施設及び学生寮間との間でネットワークは別個のものである（例外的に、学生寮管理施設は学校と無線LANで接続）。学生寮には、インターネットへの接続回線として光回線が配備されている（ただし、2006年度より24:00～6:00の間は寮内LANが停止される）。

### モニュメント
校門前にはコンクリート製モニュメントが置かれている。これは彫刻家建畠覚造の作品である。このモニュメントの足元にある小さな御影石には、カール・ヒルティによる言葉「AMOR OMNIA VINCIT」が刻まれている。これは、日本語訳にして「愛はすべてに打ち勝つ」という意味であり、学校関係者の間で共通の認識となっている。

### 施設
校内の施設は多くが渡り廊下などで接続しているが、分離しているものもある。それらに関しては校内の道路を通ることになるが、屋根等はなく、天候によっては傘などが必要なこともある。

#### 接続している施設（校舎）
- 総合研究棟 - 延面積1,530m2、鉄筋コンクリート造4階建て、2003年新設。学校の主たる施設の中心に位置し、電気・機械実験棟、管理棟及び一般科目棟、専攻科棟と接続する。
- 管理棟及び一般科目棟 - 延面積4,759m2、鉄筋コンクリート造、2001年改修。一般科目教員の研究室が多く集まる部分のみ3階建てで、その他は2階建て。一般科目棟には低学年（本科1～3年生）の教室が集まっている。また、管理棟には会議室や校長室、サーバルームなどがあり、学校全体の中枢的場所。
- 専攻科棟 - 延面積952m2、鉄筋コンクリート造4階建て、2005年新設。専攻科の教室や、本科に比べて高度な実験室・研究室が配置されている。また、本科5年生の卒業研究のための研究室としても一部が利用されている。この建物に入る際、裏口を通らない場合には、総合研究棟を通らなければならない。
- 電気・機械実験棟 - 延面積2,875m2、鉄筋コンクリート造3階建て、2003年改修。
- 情報実験棟 - 延面積2,100m2、鉄筋コンクリート造3階建て、2004年改修。1～3階まですべての階において構造が異なり、また正面玄関がわかりにくい場所にある。自動ドアのある場所が玄関であるが、主に使われるのは裏口である。これは、裏口の方が渡り廊下を通って（屋根のある場所を伝って）入るのに適しているためである。1階は機械実験、2階は電気・情報実験に適した構造になっている。3階には本科4年生・5年生の教室と教官室、共用ゼミ室がある。
- 都市・環境実験棟 - 延面積1,672m2、鉄筋コンクリート造3階建て、2004年改修。

#### 分離している施設
- 図書館 - 延面積1,603m2、鉄筋コンクリート造2階建て（書庫は4階まで）、1972年新設、2006年改修。1階が図書館、2階には視聴覚教室、LL教室がある。専攻科棟が新設される以前は、2004年度専攻科1年生がここをホームルームとして使っていた。また、2階の一部～4階は閉架書庫として使われている。2005年3月31日現在、蔵書は79,660冊を数え、雑誌は和・洋を合わせて99誌が購読されている。技術系の書籍が数多く配備されるが、文学・芸術等であっても、図書館利用者のリクエストした本は大抵が購入される。閲覧室には80席の閲覧席が配備されているほか、情報検索用としてインターネットに接続された10台のPCが配備されている。2006年の改修工事で、これまで第1・第2に分割されていた閲覧室が統合され、床面積が広がったことにより書棚間が広くなった（バリアフリー対応）。
- 総合情報センター - 延面積300m2鉄筋コンクリート造平屋建て。内部は第1演習室（端末46台・プリンタ3台）、第2演習室（端末45台・プリンタ3台）、マルチメディア室（端末10台・プリンタ1台・他スキャナ等）、ワークステーション室（端末管理用のサーバ）に分かれている。しかし、ユーザが自由に使える領域は30MB、Webフィルタによる健全サイトブロック等の弊害、OSの起動に5分以上かかる等、利用に当たっての制限が多い。1975年に電子計算室として新設、1993年に情報処理教育センターと改称、さらに1997年に総合情報センターと改称され、現在に至る。
- 体育館 - 第1体育館と第2体育館が存在する。鉄骨造平屋建て、2つの体育館を合わせた延面積は1,974m2。それぞれには体育の担当教官の教官室が配備されている。第1体育館は改修されたが、第2体育館は未だ改修されないため、第2体育館には女子更衣室や女子トイレがない。第1体育館の方には自動出入式のステージ等が備えてあるため、各種式典などはこちらが主として使われる。第1体育館は1966年に新設、2000年に改修。第2体育館は1981年に新設され、耐震工事済みである。2015年に両体育館が新たに改修工事され、新しいバスケットボールリングが取り付けられた。
- 共同研究センター - 延面積304m2、鉄筋コンクリート造平屋建て。一室は情報ハードウェア実験室で、情報工学科が所有。1983年に新設された。
- 武道場 - 延面積333m2、鉄骨造平屋建て、1967年新設。体育の授業としての柔道はここで行われるほか、剣道部・柔道部の部室でもある。
- 実習工場 - 延面積1,000m2、鉄筋コンクリート造平屋建て。さまざまな金属加工用工作機械が配備されている。主に機械工学科生の実習に使用される。
- 水理実験棟 - 延面積192m2、鉄筋コンクリート造平屋建て、1968年新設。内部には開水路、管路、貯水槽が設置されており、主に流体実験に使用される。しかし、地下に排水用の水路があるのだがフタがされていない箇所があり非常に危険である。見た目同様、かなり劣化が進んだ実習室である。平屋建てだが一部2階がある。空調設備などは配備されていない。
- 合宿研修所 - 延面積200m2、鉄筋コンクリート造2階建て。長期休業中に、各種部活動により合宿施設として利用されるほか、防音設備を備えているがために、吹奏楽部・軽音楽部の部室としても利用されている。
- サークル室 - 数種の部室が集まった施設。
- 明芳会館 - 鉄筋コンクリート造2階建て。1階には学生食堂、購買、保健室があり、学生の憩いの場となっている。2階にはミーティング室がある。2015年に改修工事が行われ、学生食堂の席数は大幅に増えた。正面の自動ドア入り口の近くには、男子トイレと女子トイレのほか新たに多目的トイレが設備された。

## 対外関係

### 他大学との協定

#### 国内大学
- 放送大学学園と単位互換協定を結んでおり、放送大学で取得した単位を卒業に要する単位として認定することができる[1]